# Loi sur la propriété des absents
La loi sur la propriété des absents est une loi israélienne de 1950. Elle transfère au Gardien des propriétés des absents les biens (terres, bâtiments, entreprises, etc.) des Palestiniens ayant fui la Palestine lors de la Nakba, lequel Gardien les transmet ensuite à diverses agences qui se chargent de les mettre à disposition des Israéliens. Cette loi permet donc l’expropriation légale des biens palestiniens au profit des Israéliens. Elle fait partie des lois fondamentales du droit foncier israélien (en). Selon divers rapports, elle constitue aussi un élément du crime contre l’humanité d’apartheid commis par Israël envers le peuple palestinien,,,,.

## Contexte

### Précédents et contexte international
Le comité de transfert créé par Yossef Weiz pour superviser l'expulsion des Palestiniens collectait des informations sur les transferts de population à grande échelle ayant eu lieu, notamment entre la Grèce et la Turquie (Grande Catastrophe en 1922), en Europe à la fin de la Seconde Guerre mondiale ou encore entre l’Inde et le Pakistan au moment de la partition des Indes en 1947. L’historien Rephael G. Stern relève que les technocrates israéliens qui ont rédigé la loi ont tiré leur inspiration des dispositifs légaux pakistanais concernant les évacués indiens et utilisés afin de loger les 7 millions de musulmans ayant fui l’Inde. Le Pakistan avait en effet autorisé le Gardien des propriétés des évacués [Indiens] du Pendjab à distribuer ces propriétés aux réfugiés musulmans ayant quitté l’Inde. Simultanément, une ordonnance de réhabilitation permettait à une Autorité de réhabilitation de distribuer ces biens (à des personnes réfugiées ou non). Le ministre des Finances Eliezer Kaplan a indiqué lui-même la filiation pakistanaise de la loi israélienne,. Eliahu Epstein (en), Ben-Shemesh (en) et Joseph Schechtman sont aussi impliqués dans la conception de la loi. Les juristes israéliens ont également puisé leur inspiration dans la législation britannique préexistante sur les propriétés de l’ennemi. Dans la préparation de la loi, les exemples de la Grèce, de la Turquie (au moment de la Grande catastrophe), de la Bulgarie et de la Tchécoslovaquie sont aussi cités, tous ces pays s’étant arrogés de vastes pouvoirs pour pouvoir disposer des biens des réfugiés respectivement turcs, grecs, turcs et allemands.
La loi est adoptée sous la pression de l’adoption de la résolution 194 des Nations unies, qui demande à Israël de garantir le droit au retour des réfugiés palestiniens.

### Suites de la première guerre israélo-arabe
La guerre israélo-arabe de 1948-1949 s’est soldée par la fuite et l’expulsion d’environ 700 000 Palestiniens, et la saisie illégale de leurs terres par les colons israéliens. Parallèlement, 800 000 immigrants juifs arrivent en Israël de 1948 à 1951 ; en 1948, sur les 20,6 millions de dunams (1 dunam = 1000 m²) cultivables, seuls 2,8 sont détenus légalement par l’État juif ou par des particuliers juifs.
L’objectif de la loi est de légaliser a posteriori l’éviction des Palestiniens de leurs terres, représentant entre 4,2 (estimations israéliennes les plus basses) et 16,3 millions de dunams (estimation de la CNUP), voire 19 millions selon Sami Hadawi, soit de 4200 à 19 000 km².
Cet objectif de transfert des propriétés arabes faisait partie du plan Daleth.

## Principales dispositions

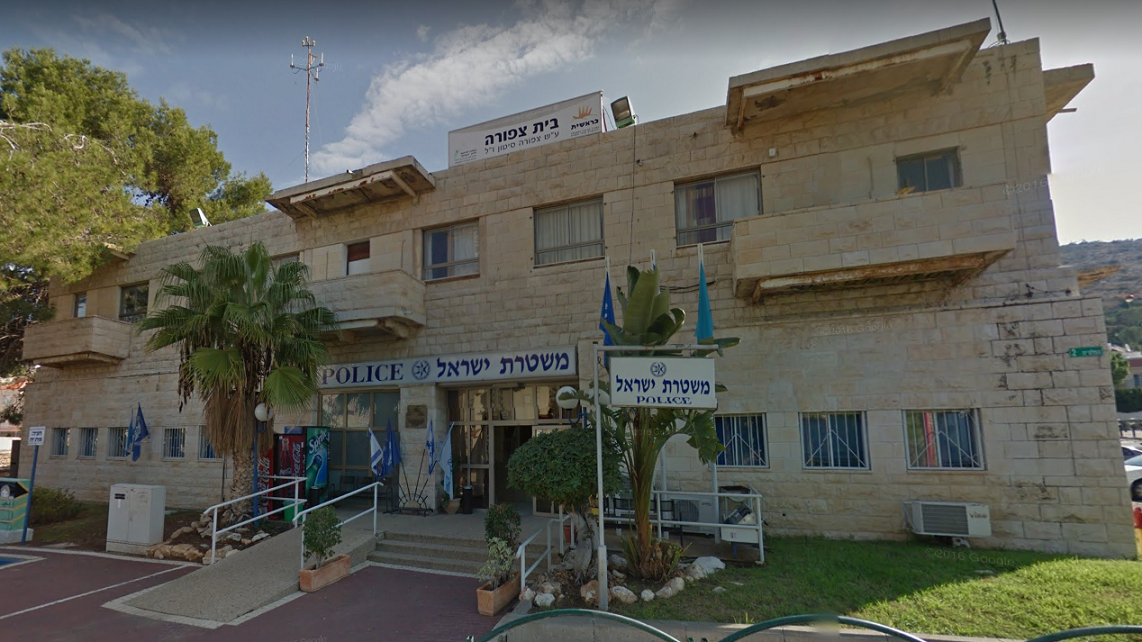
Le poste de police de Tirat Carmel, appartenant à l’ancien chef de village, est déclarée propriété d’un absent, dévolue au Gardien, et attribuée au service de police de la ville.

Cette loi remplace la loi d’urgence de 1948. Selon Sabri Jiryis, la définition de l’« absent » dans la loi est rédigée de manière assez large pour s’assurer qu’elle puisse s’appliquer à tout Palestinien ou résident de la Palestine ayant quitté sa résidence habituelle pour tout autre lieu, dans ou à l’extérieur du pays, après l’adoption de la résolution de l’ONU sur la partition de la Palestine. L’article 1(b) définit l’« absent » comme :
« (1) une personne qui, à n’importe quel moment pendant la période entre le 16 Kislev 5708 (29 novembre 1947 dans le calendrier hébraïque) et le jour où une déclaration est publiée qui, selon les termes de la section 9(d) de l’ordonnance sur la loi et l’administration, 5708-1948(1), fait cesser l’état d'urgence déclaré par le conseil provisoire d’État le 10 Iyar, 5708 (19 mai 1948), était un propriétaire légal de toute propriété située dans le territoire d’Israël ou en jouissait ou le détenait, lui-même ou par l’intermédiaire d’une autre personne, et qui, à n’importe quel moment durant la dite période
- (i) était un national ou un citoyen du Liban, d’Égypte, de Syrie, d’Arabie Saoudite, de Transjordanie, d’Irak ou du Yémen, ou
- (ii) était dans un de ces pays ou dans toute partie de la Palestine hors de l’État d’Israël, ou
- (iii) était citoyen palestinien et a quitté sa résidence habituelle en Palestine
  - (a) pour un lieu situé hors de Palestine avant le 27 Av 5708 (1er septembre 1948) ; ou
- (b) pour un lieu en Palestine contrôlé par des forces qui cherchaient à empêcher l’établissement de l’État d’Israël ou qui ont combattu contre son établissement ;

(2) un groupe de personnes qui, à n’importe quel moment durant la période spécifiée dans le paragraphe (1), était le propriétaire légal de tout bien situé sur le territoire d’Israël ou en bénéficiait ou le détenait, lui-même ou par l’intermédiaire d’une autre personne, et dont tous les membres, associés, actionnaires, directeurs ou gérants étaient absents au sens du paragraphe (1) ou dont la gestion des affaires était principalement contrôlé par des absents, ou dont la totalité du capital était détenu par de tels absents; »
Selon Cohre et Badil, les précautions prises dans la rédaction de la loi font qu’aucun juif ne peut être déclaré « absent ». La loi s’applique aussi aux Arabes qui sont devenus citoyens de l’État d’Israël mais n’étaient pas à leur résidence habituelle telle que définie par la loi. Dans ce cas, ils sont définis comme « présents absents » (voir plus loin).
Le fait que l’état d'urgence n’a jamais été aboli en Israël depuis 1948 permet de déclarer « absent » des Palestiniens qui ont reçu la nationalité d’un des pays cités en (ii).
Les biens concernés sont autant les biens immeubles que les biens meubles, les liquidités, les stocks, les meubles, les livres, les entreprises, les banques et tous les autres actifs, y compris les actions et les comptes bancaires.
Les biens sont transférés au ministère des Finances, qui les confie à un conseil de tutelle (ou de garde) pour la propriété des absents, créé par la loi. Le président du conseil est le Gardien pour la propriété des absents (article 2). Le Gardien dispose des mêmes droits que le propriétaire d’origine. Selon l’article 4.(a)(2):
« Tous les droits que l’Absent avait sur toute propriété sont automatiquement transmis au Gardien au moment où le bien lui est dévolu ; le Gardien aura le même statut que le propriétaire »
Selon Cohre et Badil, ceux qui occupent ces propriétés en violation de cette loi peuvent être expulsés, et ceux qui construisent sur ces propriétés peuvent voir leurs constructions démolies. La loi ne s’appliqua pas qu’aux Palestiniens ayant fui, mais aussi à ceux qui se trouvaient en-dehors de leur résidence habituelle.
Le Gardien paie les impôts et taxes, mais ne paie pas les dettes liées aux propriétés qui lui sont dévolues, sauf si un jugement l’y oblige.

## Amendements
Au fil des années, la loi connait de multiples amendements, des plus simples destinés à prolonger sa validité jusqu’à ceux qui permettent de passer d’une législation provisoire à une organisation permettant à l’État israélien de disposer des biens acquis. Une modification de 1967 concerne la gestion des biens appartenant à l’église épiscopalienne. Souad R. Dajani, dans l’étude publiée par les ONG suisse CORHE et palestinienne BADIL, en recense 17 de 1948 à 1985. Les principales modifications citées dans la littérature sont les suivantes.

### Loi sur l’acquisition des terres (validation des actes et indemnisation) 5713-1953
Selon Cohre et Badil, le gouvernement d’Israël ne reçoit pas automatiquement des titres de propriété sur les terres saisies grâce à la loi sur la propriété des absents. Le transfert à l’État s’accomplit avec la loi sur l’acquisition des terres (validation des actes et indemnisation), loi 5713-1953, qui légalise les expropriations (de manière rétroactive dans de nombreux cas) pour les besoins militaires ou pour l’installation de colonies juives.
La loi autorise le gouvernement à revendiquer la propriété de terres qui ne sont pas en possession de leur propriétaire le 1er avril 1952. L’article 2 (a) prévoit que :
« Biens pour lesquels le ministre atteste par un certificat de sa main 
(1) qu’au 6 Nisan, 5712 (1er avril 1952) il n’était pas en possession de ses propriétaires ; et
(2) durant la période entre le 5 Iyar 5708 (14 mai 1948) et le 6 Nisan 5712 (1er avril 1952) il a été utilisé ou destiné à des usages de développement, de colonisation ou de sécurité essentiels ; et
(3) il est toujours nécessaire à ces usages. »
D’autres dispositions sont relatives à l’indemnisation de ceux qui sont privées de leurs terres, et de ceux qui détenaient des terres agricoles qui étaient leur principale source de revenu ; d’autres terres peuvent être offertes en remplacement.
Selon Alexandre Kedar, jusqu’en 1959, l’indemnisation était calculée sur la base de la valeur des terres en 1950. L’auteur cite un rapport de l’Israël Land Authority (autorité foncière israélienne) de 1965 qui montre que plus de 1,2 million de dunams (environ 1 200 km2) de terres arabes ont été prises de cette manière.

### L’amendementno3: loi sur la propriété des absents: cession et utilisation des propriétés de dotation, 5725-1965
Cette loi étend le champ d’application de la loi sur la propriété des absents et d’autres réglementations aux dotations musulmanes, les Waqf. L’article 29A (c) définit le waqf :
« Pour l’application de cette section et des sections 29B à 29H, propriété en dotation signifie propriété musulmane immobilière sous le régime du waqf, inaliénable et valablement consacré. »
Selon Cohre et Badil, cette loi permet au gouvernement de confisquer de vastes étendues de terres cultivables destinées à la charité et d’autre propriétés, dont des cimetières et des mosquées et les place sous l’administration du gouvernement. Selon la loi, les revenus de ces propriétés devaient être utilisés en partie pour construire des institutions et fournir des services aux musulmans vivant à proximité de ces waqfs. Cette loi amende la loi de 1950 ainsi :
« Dans la section 4 de la loi sur la propriété des absents 5710-1950(1) (appelée ici « la loi principale »), la sous-section suivante est insérée après la sous-section (a) :
(1) Si un bien est une dotation en vertu d’une loi, la propriété du bien est dévolue au Gardien sans restriction d’aucune sorte, ni condition ou toute autre limitation similaire, ni avant ni après la dévolution, que ce soit par une loi ou un document relatif à la dotation, si le propriétaire du bien, ou la personne chargée de gérer le bien, ou le bénéficiaire de la dotation, est un absent. La dévolution prend effet le 10 Kislev 5709 (12 décembre 1948) ou le jour où un des précités devient un absent, selon la date la plus tardive.
(2) Les dispositions de cette sous-section ne peuvent annuler aucune restriction, condition ou autre limitation prescrites par la loi ou imposée par le Gardien, et ne peuvent annuler aucune transaction effectuée par lui.
(b) Cette section prend effet rétroactivement à la date de promulgation de la loi principale. »
Selon Meron Benvenisti « la plus grande partie des biens des waqfs ont été expropriés par la loi sur la propriété des absents (donnant lieu à la boutade : « Apparemment Dieu est absent d’Israël ») et confiés à l’Autorité de développement, en apparence pour éviter qu’ils soient négligés, mais en réalité pour qu’il soit possible de les vendre. Seul un tiers des biens des waqfs, principalement des mosquées et des cimetières, n’ont pas été expropriés. En 1956, leur gestion a été confiée au Bureau d’administration des waqfs musulmans, alors composé de collaborateurs nommés par les autorités. Ces « administrateurs » vendraient ou « échangeraient » les terres avec l’Autorité foncière israélienne (en) sans aucune responsabilité vis-à-vis de la communauté musulmane. La colère suscitée par ces actes conduit à des actes de violence au sein de la communauté, dont des assassinats. »

### La loi d’indemnisation de la propriété des absents, 5733-1973
« Quel que soit le sort final des Arabes concernés, il est évident que leur droit à leurs terres et à leurs biens en Israël, ou à leur valeur monétaire, ne sera pas oublié, ni ignoré par les Juifs… La conquête par la force ne peut, ni en droit ni moralement, abolir les droits du propriétaire légal sur sa propriété. Donc, le FNJ paiera les terres qu’il a prises, à un prix juste et déterminé ».
Cette loi fixe la procédure pour indemniser les propriétaires de terres qui ont été confisquées par la loi sur la propriété des absents de 1950. Elle établit les conditions d’éligibilité à une indemnité.
« Article 1 : Les personnes ayant droit à une indemnisation sont toutes celles qui, vivant en Israël le 1er juillet 1973, ou s’installant en Israël par la suite, et qui avant que leur propriété ne soit dévolue au Gardien de la propriété des absents étaient
1. les propriétaires de biens, dont leur héritiers, ou
2. les locataires de biens en ville, dont les conjoints vivant avec eux à la dernière date mentionnée, ou
3. les locataires de biens,
4. les bénéficiaires de toute servitude dans une propriété. »
D’autres dispositions fixent le délai légal pour former une demande. L’indemnisation pouvait être versée sous forme de versement monétaire ou en obligations selon les circonstances, l’échéancier des paiements (en général sur une période de quinze ans). Le mode de calcul de l’indemnisation en fonction des biens, urbain ou agricole, figurait en annexe de la loi. Quelques dispositions de la loi ont été modifiées par la suite.
Cette possibilité d’indemnisation ne concerne que les « présents-absents » ; les sommes censées indemniser sont « déraisonnablement faibles » et les chances d’obtenir une indemnisation sont très faibles pour un Palestinien. Cette loi, valide 15 ans, n’est plus en vigueur depuis 1989. Elle peut encore s’appliquer deux ans après l’obtention de la nationalité israélienne par un Palestinien. Sans qu’il s’agisse d’une indemnisation, il existe des cas où des Palestiniens se sont installés sur les terres d’un « absent » ; le gouvernement israélien, dans certains cas, a considéré qu’ils en avaient le droit en échange de leurs biens saisis.

## Historique

### Prise en main des terres palestiniennes et réglementations antérieures
Début 1948, la fuite et l’expulsion des Palestiniens a déjà commencé, libérant des terres dès avant la déclaration d'indépendance d'Israël. Dans un premier temps, c’est la Hagana qui est chargée de s’en occuper : elle ne fait que protéger les propriétés. Avec l’avancement de la saison, elle procède à la récolte des cultures, collaborant pour cela avec l’Histadrout.
Cependant, la Hagana réalisant rapidement l’ampleur de la tâche, la gestion des propriétés des Palestiniens ayant fui la guerre est transmise au département de la propriété arabe de l’éphémère ministre des Minorités Bechor Sheetrit du parti séfarade.
Mais là aussi, l’arrangement ne paraît pas satisfaisant, et un comité ministériel est ensuite créé, présidé par le premier ministre David Ben Gourion : il répartit la responsabilité entre le ministre des Finances Kaplan et le ministre de l’Agriculture Aaron Tsisling (ou Zisling). Un Gardien (Custodian en anglais) des propriétés abandonnées est créé pour gérer ces propriétés. Très rapidement, les colons juifs s’étant emparé de ces propriétés soumettent des requêtes au ministère de l’Agriculture pour légaliser leur occupation. Une ordonnnance (Abandonned areas ordinance) est prise en juin pour régulariser la situation, mais elle n’a jamais été mise en application.
Le comité ministériel confie à Tsizling la mission de préparer une loi : « il est important devant la communauté internationale que ce qui arrive ait l’air légal ». La loi Emergency Regulations regarding the Cultivation of Fallow Lands and Unexploited Water Sources (en anglais : loi d’urgence réglementant les cultures de terres en friche et les sources inexploitées), en octobre 48, autorise le ministère de l’Agriculture à légaliser les saisies de terres arabes rétroactivement et à les redistribuer. Elle est utilisée conjointement avec la section 125 du règlement de Défense de 1945, qui permet d’interdire l’entrée de personnes sur une zone pour des raisons de sécurité, ce qui permet d’empêcher le retour des réfugiés. Cet arrangement apparaît comme précaire dès sa rédaction ; les juristes du gouvernement proposent donc rapidement un deuxième texte, le Emergency Regulations regarding Absentee Property (le règlement d’urgence sur la propriété des absents), signé par Kaplan le 2 décembre 1948. Ce texte pose les bases de la législation concernant les biens des réfugiés palestiniens : une définition très large des « absents » ; l’exclusion des Juifs du champ d’application (via la section 28) ; la date du 29 novembre 1947 (plan de partition de la Palestine) pour le début de la période où les absences ont pu se produire. Cependant, la gestion des biens, terres et immeubles, appartenant aux Palestiniens est contrainte : leur vente est par exemple illégale. Malgré cela, Ben Gourion négocie la vente d’un premier million de dunams au fonds national juif (FNJ) en décembre, avec une clause qui prévoie que « le gouvernement prendra tout les arrangements législatifs nécessaires pour assurer la propriété légale des terres au FNJ ». De même, le Gardien ne peut louer les terres que pour une durée maximale de cinq ans.

### Préparation de la loi
Zalman Lifshitz, conseiller du premier ministre sur le foncier et la délimitation de la frontière, soumet un rapport à Ben Gourion et aux ministres des Affaires Étrangères, de la Justice et des Finances sur le besoin d’un règlement juridique du problème de la propriété des absents pour faciliter son usage permanent pour la colonisation, le logement et la relance économique où il liste les problèmes qui se posent sur ce sujet à l’État d’Israël :
- sécuriser les investissements ;
- légaliser les saisies illégales de terres, maisons et immeubles palestiniens ;
- empêcher toutes poursuites judiciaires contre le gouvernemnet et les juifs s’étant emparé illégalement de terres ;
- sortir du cadre trop restrictif des réglementations prises dans l’urgence et qui ne permettent pas de disposer des biens des « absents » de manière permanente.

La législation pakistanaise sur un problème similaire est citée et abondamment utilisée, notamment en ce qui concerne l’expropriation et le transfert des propriétés, qui se fait par un Custodian qui les transmet à une autorité de réhabilitation ; c’est cette autorité indépendante qui vend ou loue les biens ainsi expropriés. En mai 1949, les dispositions envisagées sont approuvées par une réunion entre Ben Gourion, Kaplan, Sharett (ministre des Affaires étrangères) et le Gardien des propriétés abandonnées (puis Gardien des propriétés des absents) Moshe Dov Shafir. Deux ordonnances sont initialement envisagées, pour éviter tout débat public. Finalement, deux lois sont présentées à la Knesset, intitulées initialement : loi d’extension de l’ordonnance de réglementation sur la propriété des absents et loi de transfert de propriété à l’Autorité de développement.

### Vote et amendements

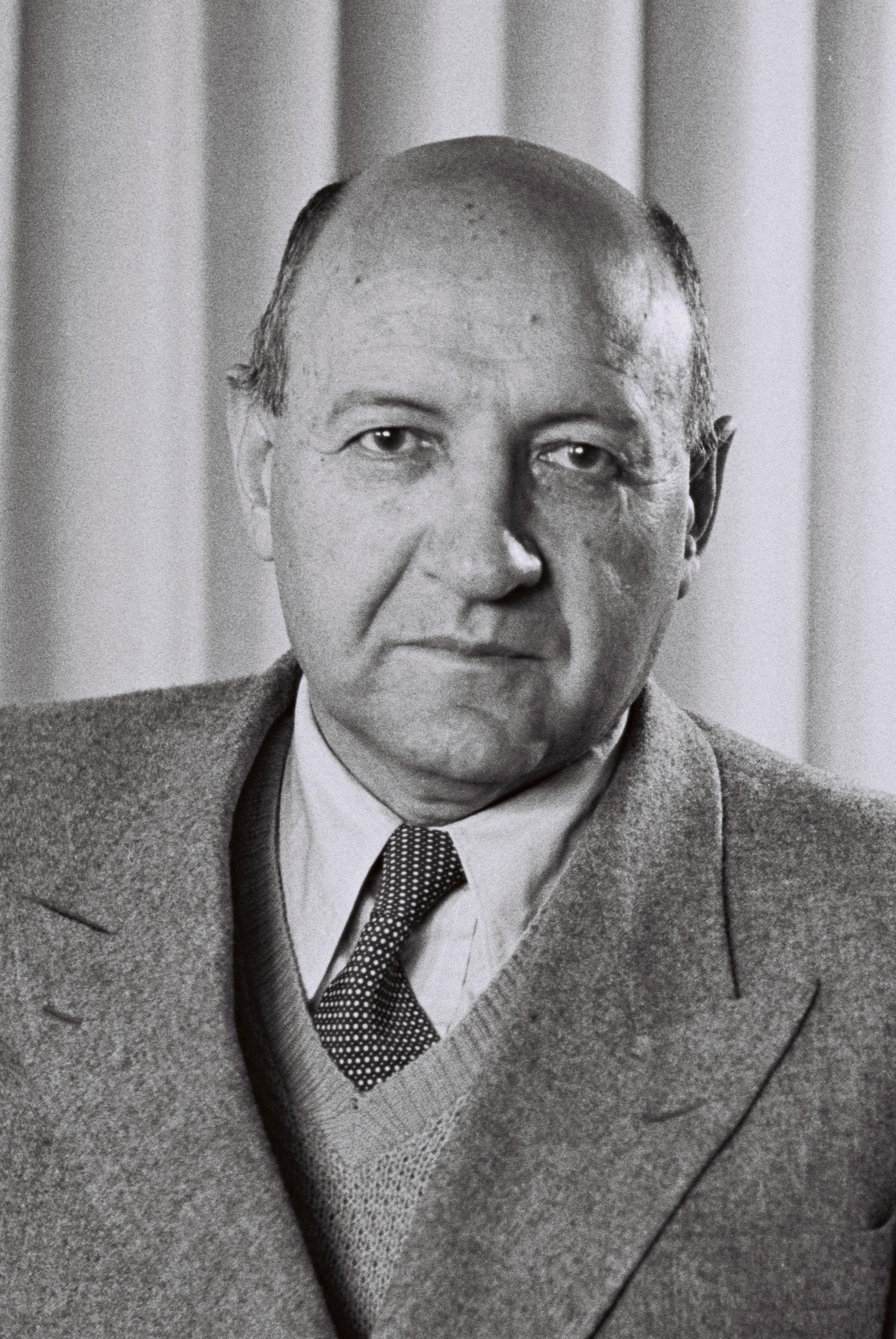
Eliezer Kaplan.

C’est le ministre des Finances Eliezer Kaplan qui présente le projet de loi à la Knesset. L’ordonnance promulguée le 12 décembre 1948 dite de Réglementation d’urgence sur les régulations (des propriétés des absents) est enregistrée comme loi 5709-1948 ; l’exposé des motifs de la loi définitive (5710-1950) indique que celle-ci remplace celle de 1948, mais que la loi originelle doit être considérée comme amendée par la nouvelle. D’autres lois traitent du même sujet,.
La discussion de la loi entraîne de vifs débats à la Knesset, mais peu de modifications. Elle permet essentiellement au Gardien de louer les terres sur de plus longues périodes ; elle lui permet aussi de les vendre, mais à un seul acheteur, l’autorité de développement. Pour la faire accepter, Kaplan prétend qu’elle vise à « sauvegarder la propriété des absents » ; Pinhas Rosen, ministre de la Justice, affirme que le Gardien sera le « syndic des "absents" ». Les débats se concentrent sur la saisie des biens par le Gardien, l’atteinte au droit de propriété et le fait que les pouvoirs conférés au Gardien pouvaient s’exercer autant à l’encontre des Juifs que des Arabes. Les députés arabes sont les plus virulents, critiquant la perpétuation du statut des présents-absents, concernant 15 % des Arabes vivant en Israël. Des députés juifs et arabes exige un amendement distinguant réfugiés ayant quitté Israël et présents-absents, rejeté par un vote secret. Alors que les juristes préféraient que le nom de la loi de création de l’autorité de développement soit simplement loi sur l’Autorité de développement, le gouvernement a voulu un titre explicite, mentionnant son objectif de transfert des propriétés. Le nom final est un compromis : loi sur l’Autorité de développement (transfert de propriété). Lors des débats, Kaplan se fait le plus bref possible, « parce que je pense que la publicité serait préjudiciable à l’État », tout en révélant confidentiellement au comité économique les raisons de sa discrétion. Le principal amendement limite les acheteurs potentiels de biens à l’État et au FNJ.
Selon Cohre et Badil, contrairement aux autres lois destinées à établir le contrôle légal du gouvernement d’Israël sur les terres, cette loi se concentre sur la définition des personnes (pour la plupart arabes) qui ont quitté ou ont été forcées de fuir ces terres. La loi sur la propriété des absents été suivie d’autres du même type, de portée plus restreinte, qualifiées d’amendements :
- la loi sur l'acquisition des terres (validation des actes et indemnisation), loi 5713-1953 ;
- la loi sur la propriété des absents (expulsion), loi 5718-1958 ;
- la loi sur la propriété des absents (amendement no 3 cession et usage des propriétés de dotation), loi 5725-1965 ;
- la loi sur la propriété des absents (amendement no 4, cession et usage des propriétés de l’Église évangélique épiscopale), loi 5727-1967 ;
- la loi sur la propriété des absents (indemnisation), loi 5733-1973.

D’autres amendements ont été votés en 1951 et 1956. Un amendement voté après l’annexion de Jérusalem-Est limite la loi pour que les Palestiniens physiquement présents ne soient pas considérés comme absents.

### Mise en application: le pillage des biens palestiniens
Cette loi permet à l’État israélien de confisquer les biens palestiniens. Elle est officiellement motivée pour contrôler le pillage des biens que les Palestiniens ont abandonné lors de la Nakba. Elle encourage le signalement d’« absents » et de leurs biens au Gardien ; ne pas le faire est susceptible d’être réprimé par une amende ou une peine de prison. C’est la principale, mais pas la seule, loi israélienne sur les biens des Palestiniens exilés (qui ont quitté volontairement, ou fui, ou été déportés par Israël). Elle permet de confisquer tous les biens et droits d’un Palestinien déclaré « absent » ; et un Palestinien ne peut être déclaré « absent » s’il ne détient pas de biens. Les Palestiniens, citoyens d’Israël ou non, sont traités comme des ressortissants d’un pays en guerre contre Israël.
Le Gardien n’a pas à enregistrer les biens concernés pour que le transfert de droits sur les biens des absents soit effectif ; il n’est pas non plus nécessaire qu’il connaisse ses droits sur un bien pour que ces droits existent. De même, il peut ordonner l’arrêt de travaux, la démolition de bâtimens construits sur les biens d’un « absent » sans sa permission. Toute personne qui détient le bien d’un « absent » doit le transférer au Gardien. Le Gardien ne peut transférer ces biens, sauf à l’Autorité de développement, créée en même temps (loi 5710-1950 sur l’autorité de développpement (Transfert de propriété)), qui sert d’écran au gouvernement qui ainsi n’a pas à s’impliquer directement dans le transfert des propriétés palestiniennes aux colons. Le Gardien ne peut décider de restituer des biens aux absents que si cette restitution est recommandée par un comité gouvernemental. La restitution a peu de chances de se produire, même si des éléments peuvent jouer en la faveur du requérant, comme la résidence en Israël, l’absence de résidence dans un pays ennemi d’Israël, l’absence d’action hostile envers Israël de sa part ainsi que des raisons diplomatiques ou humanitaires et les intérêts d’Israël. Un des rares cas est celui de la famille Daoud, qui se trouvait en Amérique du Sud en 1948 : il a donc été considéré qu’ils n’étaient pas « absents ».
Dans les années 2010 et 2020, des Palestiniens vivant en Syrie ou au Liban, États considérés comme des ennemis par Israël, se voient déclarés « absents » et confisquer leurs biens.
Cette loi concernait aussi la bande de Gaza jusqu’en 2005.
Son application au territoire de Jérusalem-Est a fait l’objet de différentes positions : alors qu’elle est utilisée au lendemain de la guerre des Six-Jours, son application y est suspendue en 1968. Elle est réactivée par le gouvernement Begin I en 1977, à nouveau suspendue par le gouvernement Rabin II en 1992 puis enfin réutilisée par Ariel Sharon à partir de 2004. La cour suprême d'Israël a validé son application à Jérusalem-Est ce qui permet à Israël de continuer à confisquer les terres des Palestiniens.
Anna Roiser considère que cette loi sert à exproprier les Palestiniens, et à assurer le contrôle juif sur les terres et empêcher les Palestiniens de retourner en Palestine.

#### Confiscation des terres
La loi aboutit à la confiscation de deux millions de dunams, confiés au Gardien des propriétés des absents d'Israël, qui transmet ensuite les propriétés à l’autorité de développement.
Selon Simha Flapan, « un récit détaillé de la façon dont les propriétés arabes abandonnées ont contribué à l’installation des nouveaux immigrants est préparé par Joseph Schechtman » :
« Il est difficile de surestimer le rôle considérable des propriétés arabes abandonnées joué dans l’installation de centaines de milliers d’immigrants Juifs arrivés depuis la déclaration d’indépendance en mai 1948. 47 nouvelles colonies rurales installées sur les sites de villages arabes abandonnés abritaient 25 255 nouveaux immigrants en octobre 1949. Au printemps 1950, plus d’un million de dunams ont été loués par le Gardien aux colons juifs et aux fermiers pour les cultures céréalières.

De grandes zones de terres appartenant aux Arabes sont aussi louées aux colons juifs, anciens ou nouveaux, pour le maraîchage. Rien que dans le Sud, 15 000 dunams de vignes et de vergers sont loués aux coopératives de colons ; une superficie équivalente est louée par l’association des Yéménites, l’association des fermiers et le bureau de réinsertion et d’installation des soldats. Des millions de dollars ont pu être économisés par l’Agence juive et le gouvernement. Alors que le coût moyen d’installation d’une famille migrante dans une nouvelle colonie était de 7 500 à 9 000 $, dans les villages arabes abandonnés il ne dépassait pas les 1500 € (750 $ pour les réparations des bâtiments et 750 $ pour le matériel et le cheptel).
Les logements arabes abandonnés dans les villes ne sont pas restés vides non plus. À la fin de juillet  1948, 170 000 personnes, notamment des nouveaux immigrants et d’anciens soldats, plus 40 000 anciens locataires, autant Juifs qu’Arabes, furent logés dans des locaux contrôlés par le Gardien ; et 7000 boutiques, ateliers et entrepôts ont été sous-loués aux nouveaux arrivants. L’existence de ces maisons arabes vides et prêtes à être occupées a résolu, pour une large part, l’important et urgent problème de l’absorption des immigrants auquel les autorités israéliennes faisaient face. Le fardeau financier de cet accueil a aussi considérablement été allégé »
Le Gardien des propriétés des absents a répondu à Robert Fisk que ces terres confisquées aux Arabes pouvaient représenter 70% du territoire d’Israël. Le fonds national juif (FNJ), dans Villages juifs en Israël, en 1949 :
« Dans l’ensemble d’Israël, entre 300 et 400 000 dunams – sans compter la zone rocailleuse désolée du sud du Néguev, pour le moment impropre à la culture – font partie du domaine de l’État que le gouvernement a repris du régime mandataire. Le FNJ et les propriétaires privés juifs possèdent un peu moins de deux millions de dunams. Le reste appartient à des Arabes, dont beaucoup ont quitté le pays. Leur sort sera fixé quand les termes des traités de paix entre Israël et ses voisins arabes seront connus. Le FNJ, cependant, ne peut attendre jusque là pour obtenir les terres dont il a un besoin urgent. Il achète donc une partie des terres abandonnées par leurs propriétaires arabes, par l’intermédiaire du gouvernement d’Israël, l’autorité souveraine en Israël. ».
Selon l’Annuaire du gouvernement d’Israël 5719 (1958) (p. 235), les propriétés rurales des Arabes absents dévolues au Gardien incluent les terres de « 350 villages arabes complètement ou partiellement abandonnés, représentant une surface de 750 000 dunums… Dans ces surfaces agricoles, se trouvaient 80 000 dunums de vergers abandonnés et plus de 200 000 dunums de plantations ont été pris par le Gardien. On estime que les propriétés urbaines incluent 25 416 bâtiments, dans lesquels se trouvent 57 497 habitations et 10 727 locaux commerciaux ».
Selon Cohre et Badil, « les estimations du total des terres abandonnées pour lesquelles Israël a émis une revendication varient entre 4,2 et 5,8 millions de dunams (4 200 à 5 800 km²). Rien qu’entre 1948 et 1953, 350 des 370 nouvelles colonies juives furent créées sur des terres confisquées grâce à la loi sur la propriété des absents ». Sandy Kear estime qu’entre 40 et 60 % des terres détenues par des Palestiniens ont été confisquées de cette manière.

#### Logements

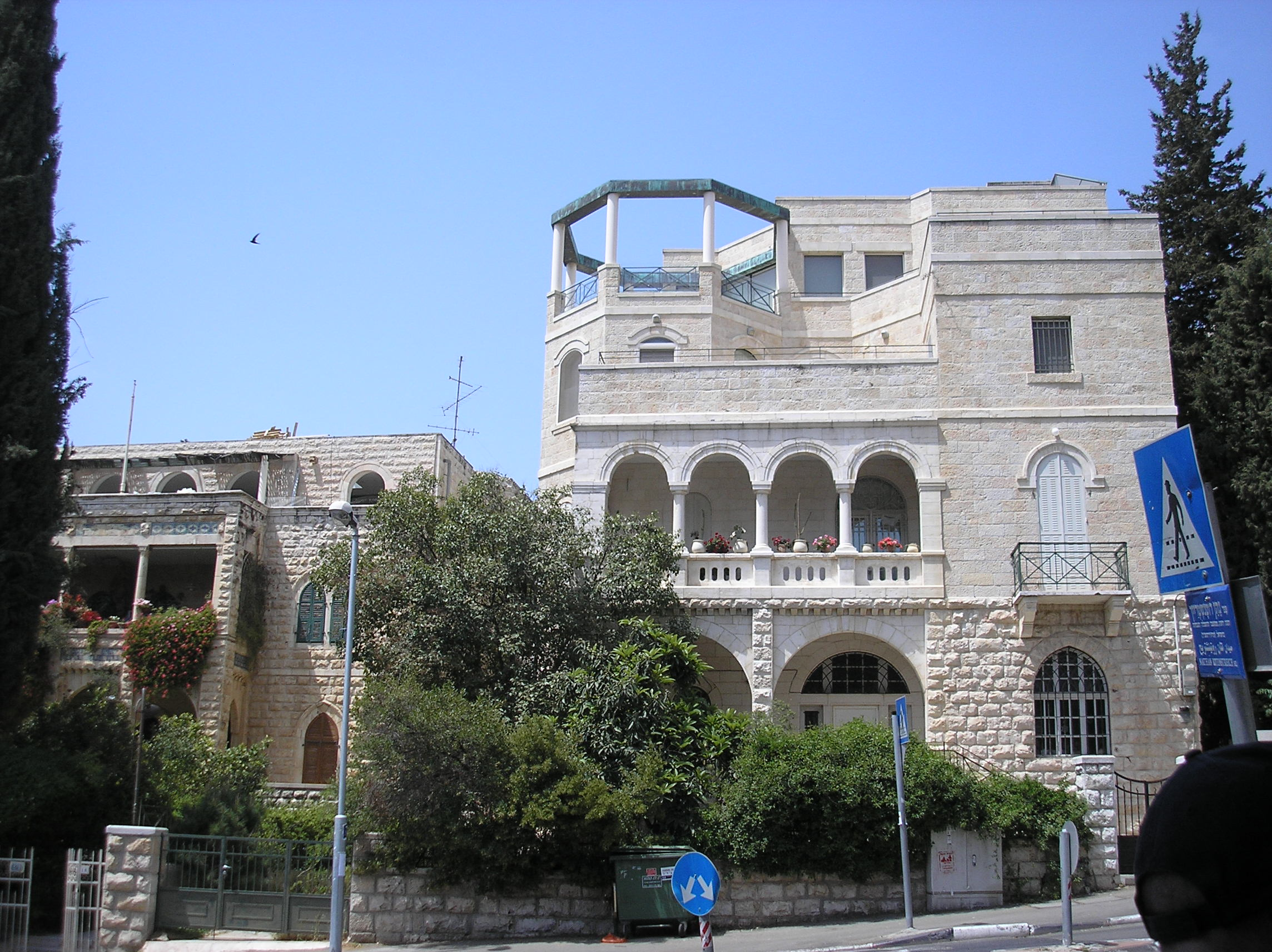
La villa classée Harun ar Rashid est un bien spolié par le biais de la loi sur la propriété des absents.

La propriété des absents a joué un rôle extrêmement important pour rendre viable l’État d’Israël. En 1954, plus d’un tiers de la population juive d’Israël vivait sur des propriétés d’absents, et près d’un tiers des immigrants (environ 250 000) étaient installés dans des zones urbaines que les Arabes avaient quittées. Sur 370 nouvelles colonies juives créées entre 1948 et 1953, 350 le furent sur des propriétés d’absents,. Sur les 100 000 immigrants arrivés en 1948, 45 000 ont été logés ainsi à Jaffa, 40 000 à Haïfa et 5000 à Acre.
La plupart du temps, le Gardien transfère les biens immobiliers à l’agence Amidar (ma nation demeure en hébreu), qui les loue ou les vend à des particuliers. Amidar a géré jusqu’à 300 000 appartements dans les années 1980.
Certaines maisons confisquées étaient de luxueuses villas, comme la villa Harun ar Rashid, et sont attribuées aux principales personnalités de la nation israéliennes. La villa Harun ar Rashid a ainsi été occupée par Golda Meir dans les années 1950, et par un ancien juge de la Cour suprême au début des années 2000. La profusion de biens palestiniens subitement disponibles provoque une mode de la maison arabe, très recherchée par les Israéliens dès les années 1950.

#### Entreprises
Toutes les principales sociétés exportatrices d’agrumes de Haïfa, qui appartenaient à des Palestiniens, ont été judaïsées, ainsi que la société du tabac d’Haïfa.

### Le concept de Terre d’Israël (Israel Lands)
Cette loi, et d’autres, permet la légalisation du transfert de millions de dunams des mains palestiniennes aux mains juives/israéliennes. Dans les années 1950, émerge une nouvelle catégorie de terres, la Terre d’Israël, gérée par l’Israel Land Authority. La State property law interdit à l’État de vendre des terres à d’autres acteurs que le FNJ, l’autorité de développement, et les administrations locales ; elle ne permet à l’autorité de développement de vendre qu’à l’État ou au FNJ ; les statuts du FNJ lui interdisent de vendre. Ensemble, l’État, l’autorité de développement et le FNJ possèdent 92 % des terres israéliennes en 1951.

### Critiques
C’est le principal instrument juridique pour la confiscation des terres palestiniennes et celles des waqfs par les Israéliens et de la judaïsation du pays,. Elle est considérée comme une des lois les plus racistes et les plus arbitraires d’Israël par l’association Adalah.
Selon M. T. Samuel, cette loi fait partie d’un ensemble de dispositions juridiques israéliennes visant à « justifier et légaliser la dépossession fondamentalement violente de la population [...] palestinienne. [Cette loi] justifie de manière rétroactive l’expropriation des terres et des biens appartenant à plus de 750 000 Palestiniens qui ont été ethniquement nettoyés [...]. Elle légalise l’expropriation de plus de 1 000 000 de dunums de Palestiniens qui ont survécu au nettoyage ethnique. [...] L’oxymore [des présents-absents], vu sous l’angle du colonialisme des colons, incarne la même logique sur laquelle se fondaient les fictions juridiques de terra nullius, à savoir le déni de l’existence d’une population autochtone palestinienne ayant droit sur la terre conquise, et la sanctification juridique de l’idée apocryphe que le terrain exproprié a été abandonné par ses propriétaires et est donc disponible pour l’expropriation. ».
Son application aux biens palestiniens situés à Jérusalem-Est au début du XXIe siècle a provoqué une polémique lancée par le journal Haaretz, qui l’a notamment qualifié de « vol, d’injustice, et de stupidité ».
En 2022, le rapporteur spécial des Nations unies sur le droit à un logement convenable a donné la loi sur la propriété des absents comme un exemple de loi discriminatoire constitutive du crime d’apartheid,. Cette loi est considérée comme un des éléments ayant mené à la constitution d’un régime d’apartheid en Israël par les universitaires israéliens Forman et Kedar. Forman et Kedar reconstituent toute la machinerie législative mise en place pour exproprier les terres palestiniennes, légaliser cette expropriation et les remettre entre les mains d’institutions qui pérennisent cette spoliation, et qui coupent ainsi tout lien entre les réfugiés et les terres spoliées. Selon eux, seuls les Israéliens et l’opinion internationale acquise à Israël est convaincue ; les Palestiniens n’étaient pas convaincus, et ne l’étaient toujours pas au début du XXIe siècle. Dans ce cas, la loi fut pour eux un instrument d’expropriation, maisi plus subtil que celle opérée par les nazis dans les années 1930.

## Les «présents-absents»
Cette loi crée une catégorie nouvelle de citoyens, qualifiée d’orwellienne par Bethan Staton : les « présents absents » (nifkadim nohahim), personnes présentes en Israël mais considérées comme absentes aux termes de cette loi. Ces Arabes israéliens bénéficient de tous leurs droits civils, dont celui de voter aux élections à la Knesset, sauf un : le droit de propriété (sur leurs biens d’avant la conquête israélienne). Environ 30 à 35 000 Palestiniens sont devenus des « présents absents ». Cela concerne 12,8 % des Palestiniens dans le nord d’Israël, 20,5 % dans le centre et 22,7 % dans le sud.
Parmi les « présents-absents », se trouvent de nombreux Palestiniens ayant la citoyenneté israélienne s’étant absentés pour une courte période.

## La loi sur la propriété des absents au début duXXIesiècle
L’état d’urgence voté en 1948 en Israël continue de s’appliquer, donc la loi sur les « absents » elle aussi. Selon Anwar Abu Eisheh, la cessation de l’état d’urgence entraînerait l’abolition du statut légal de l’« absent ».
Depuis 1998, une cérémonie annuelle a lieu pour manifester la permanence de la présence palestinienne.
Depuis 2004, la loi sur la propriété des absents s’applique à Jérusalem-Est, puisqu’au moment de son annexion par Israël, ses habitants étaient citoyens d’un État ennemi (la Jordanie) et présents hors de l’État d’Israël tel que défini dans la loi. Des groupes de colons radicaux, comme Elad, Ateret Cohanim, Nahalat Simon, déclarent des propriétés comme appartenant à des « absents » au Gardien, qui valide cette catégorisation. Le bien est ensuite transmis au fonds national juif, qui le vend aux colons. Le Norvegian Rights Council considère aussi que cette loi est un outil des colons israéliens pour s’emparer des biens palestiniens. Son application étant secrète, il est impossible de savoir combien de maisons palestiniennes ont été expropriées à Jérusalem-Est. Les biens concernés appartiennent à des Palestiniens de Cisjordanie, à qui Israël refuse le droit d’entrée à Jérusalem-Est. La loi avait déjà été appliquée en Cisjordanie après la guerre des Six-Jours. Parmi les recours auprès de la cour suprême israélienne, quelques uns aboutirent ; mais à partir de la décision du 15 avril 2015, tout recours devient impossible. Des juristes du gouvernement israéliens comme Meir Shamgar et Menachem Mazuz avaient auparavant estimé que cette loi ne devait pas s’appliquer aux biens situés à Jérusalem-Est détenus par des Palestiniens vivant en Cisjordanie, qui ne pouvait plus être considérée comme un État ennemi (étant annexée par Israël).
Souvent, notamment à Jérusalem-Est, les Palestiniens découvrent que leur bien est considéré par Israël comme celui d’un « absent » au moment où ils veulent le vendre, le transmettre ou construire, puisqu’ils ont l’obligation de passer par le Gardien pour vendre ou transmettre un bien ou pour obtenir un permis de construire, ce qui constitue un important frein psychologique à s’engager dans de telles procédures.
La résolution adoptée par l’Assemblée générale le 7 décembre 2023 sur les Biens appartenant à des réfugiés de Palestine et produit de ces biens réaffirme que les Palestiniens réfugiés ont droit au revenus issus des biens leur appartenant.

## Revendications palestiniennes
Si le droit au retour des Palestiniens est contesté par Israël, à deux périodes, après la guerre des Six Jours et la politique d’ouverture des ponts sur le Jourdain suivie par Israël, et dans les années 1990 dans le contexte des accords d'Oslo, des Palestiniens en exil sont revenus visiter leurs maisons, spoliées en vertu de la loi sur la propriété des absents. Edward Saïd rend ainsi visite à la maison familiale à Talbiya en 1992 ; d’autres visites sont revendicatives, d’autres moins, certains se contentent d’aviver le souvenir à chaque fois qu’ils passent devant leur ancienne maison, certains ressentent un sentiment de défaite permament.
Le service de cartographie de la maison d'Orient à Jérusalem constitue une base de données des archives des titres de propriété des Palestiniens sur les maisons de Jérusalem-Ouest.
L’ONG Adalah estime que les ventes de biens par le Gardien des propriétés des absents peuvent être qualifié d’illégales, la loi israélienne le créant de manière provisoire, jusqu’à ce que le problème des réfugiés soit résolu.
L’utilisation de l’appellation « propriété des absents » pour qualifier les propriétés des Palestiniens afin de les mettre en vente fait partie de la négation israélienne des Palestiniens et de la valeur de leur culture.

## Galerie

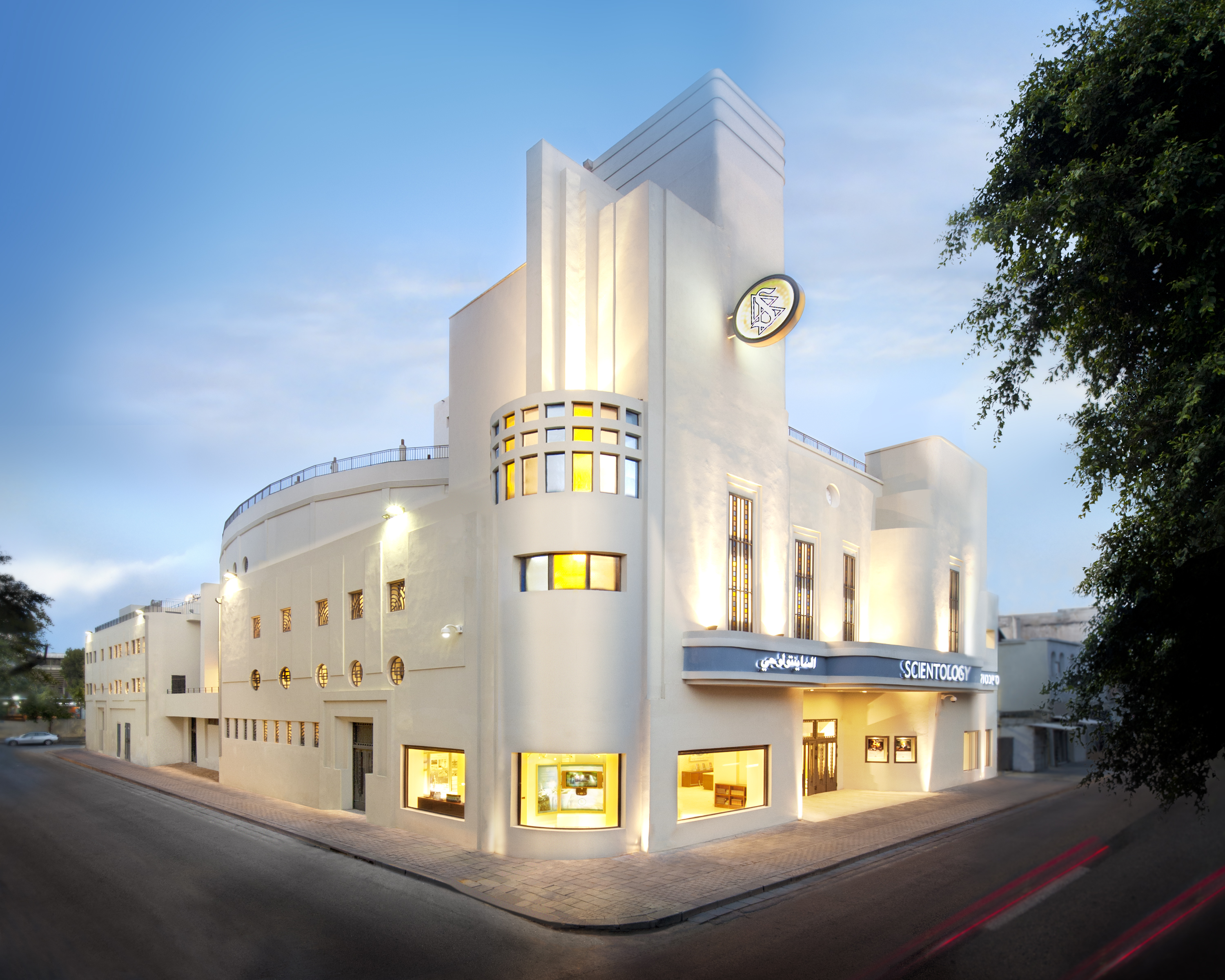
Ancien cinéma l’Alhambra à Jaffa, bâtiment Art Déco d’Elias Al Mor, déclaré bien d’« absent » et actuellement siège de l’Église de scientologie en Israël.
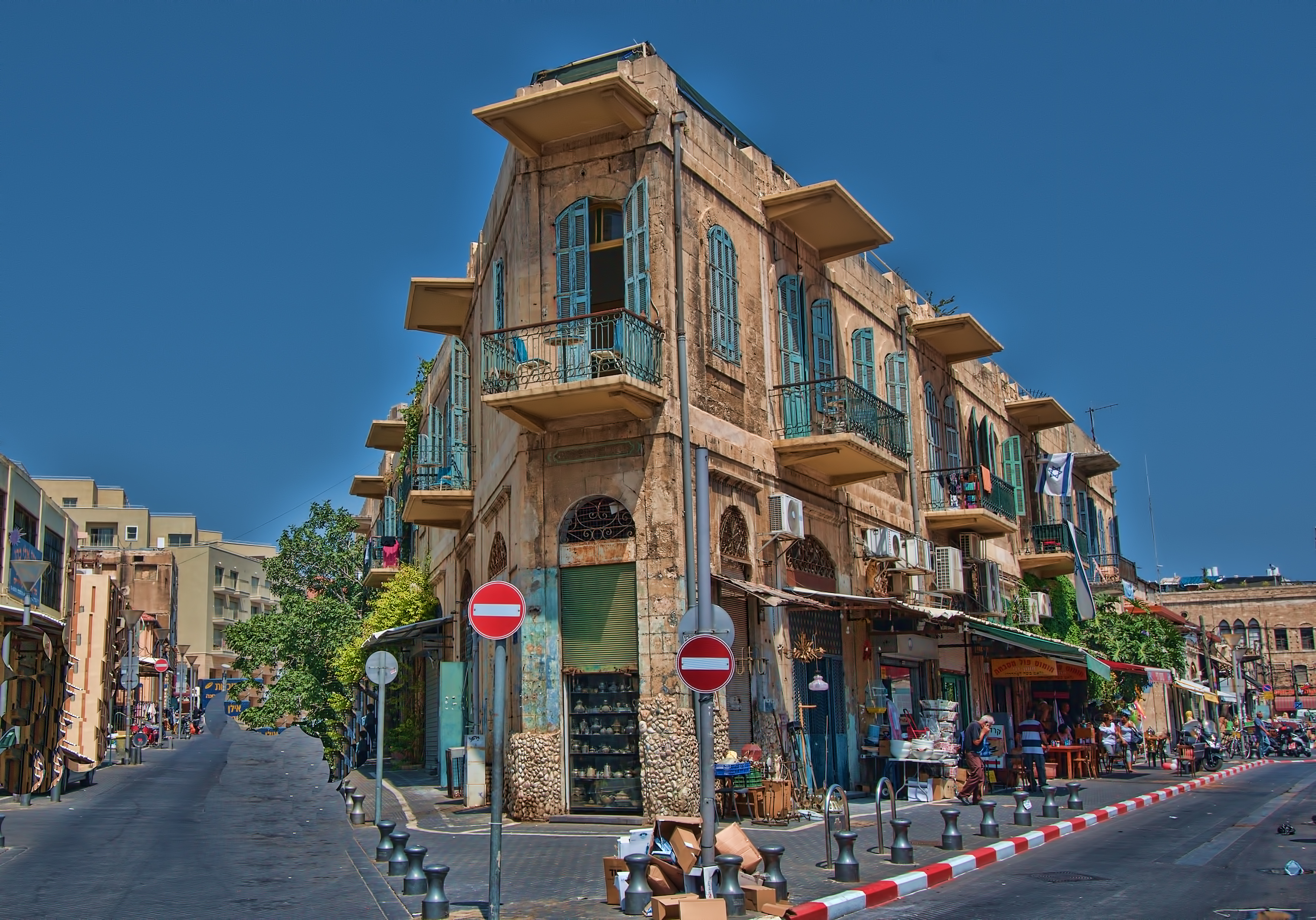
Old Jaffa Hostel.
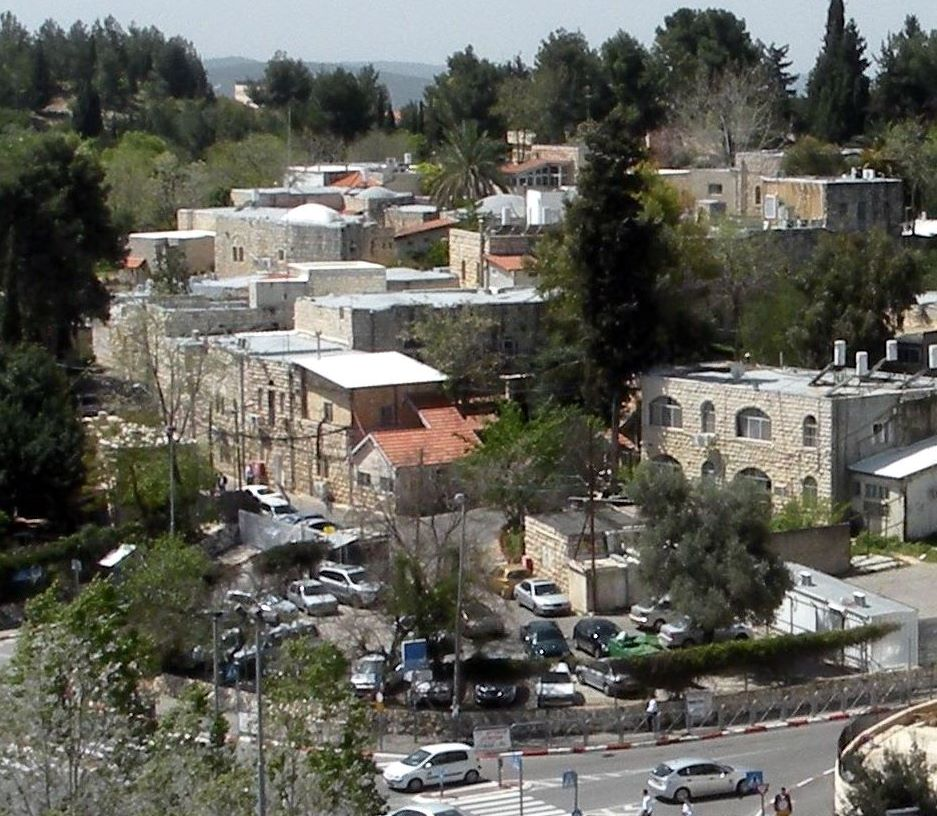
L’hôpital psychiatrique Kfar Shaul (en) est établi dans l’ancien village palestinien de Deir Yassin.